# Alice Liddell

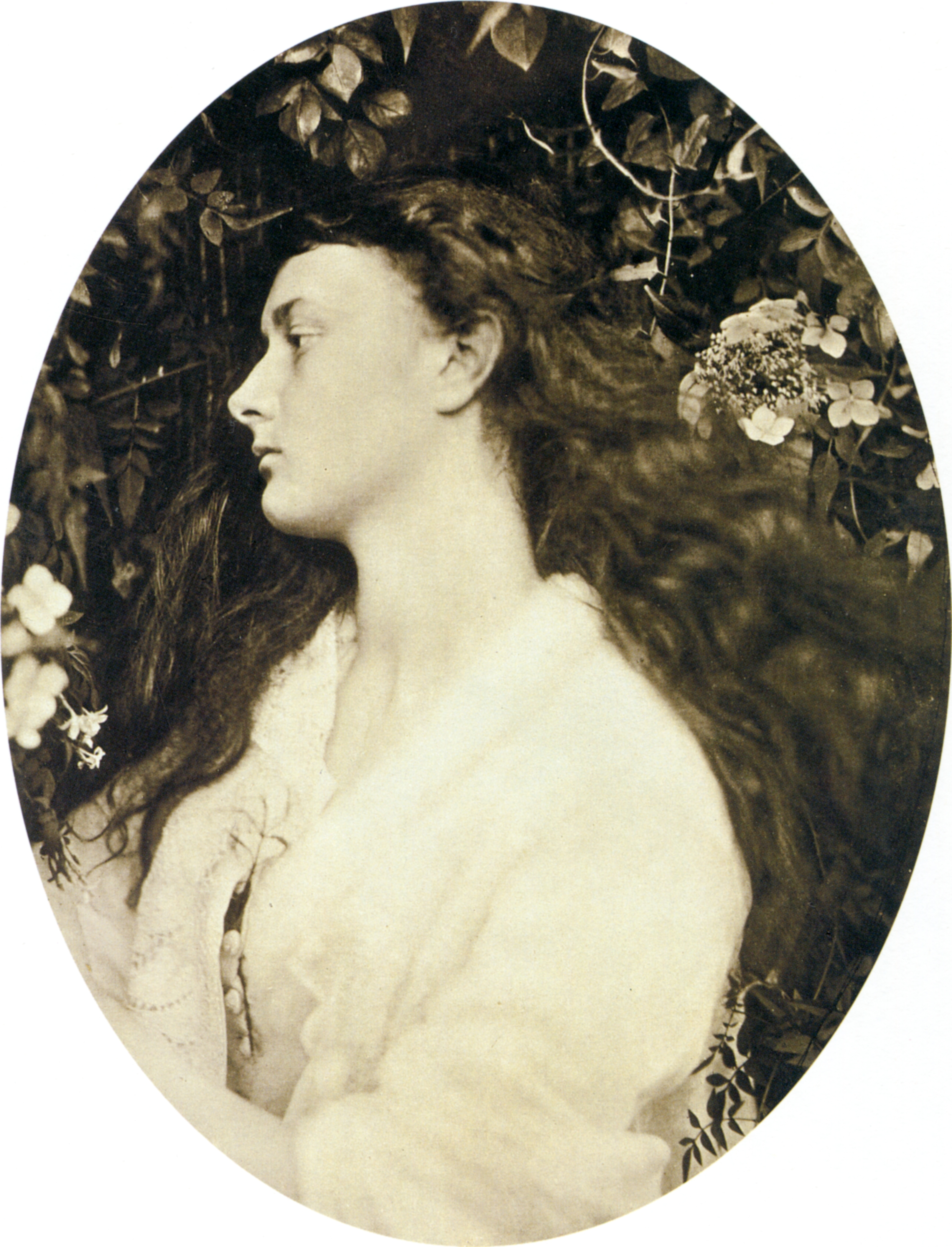
Alice Liddell, 1872. Foto von Julia Margaret Cameron

Alice Pleasance Liddell (Aussprache [ˈlɪdəl]), verheiratete Hargreaves (* 4. Mai 1852 in Westminster; † 16. November 1934 in Westerham), war eine britische Dame der Gesellschaft und aktiv in Wohltätigkeitsorganisationen. Als Mädchen wurde sie zum Vorbild für die Titelfigur in Alice im Wunderland, dem Kinderbuch-Klassiker von Lewis Carroll.

## Leben

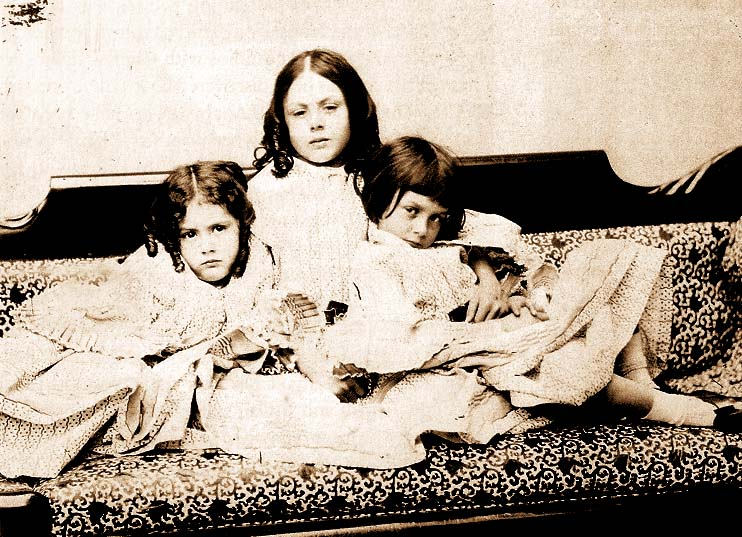
Edith, Lorina und Alice, 1859

Alice Liddell war eine Tochter des Dekans (Schulleiters) des Christ Church College in Oxford, Henry George Liddell (1811–1898), und seiner Frau Lorina Hanna (1826–1910), Tochter von James Reeve of Lowestoft. Alice war ihr viertes Kind. Sie hatte drei ältere Geschwister, Edward Harry (1847–1911), Lorina Charlotte (1849–1930) und James Arthur Charles (1850–1853), der an Scharlach starb. Ihre sechs jüngeren Geschwister waren Edith Mary (1854–1876), Rhoda Caroline Anne (1859–1949), Albert Edward Arthur (1863–1863), Violet Constance (1864–1927), Frederick Francis „Eric“ (1865–1950) und Lionel Charles (1868–1942). Alice wuchs hauptsächlich zusammen mit ihren beiden nächsten Schwestern auf: Lorina, die drei Jahre älter war, und Edith, der zwei Jahre jüngeren, zu der sie eine sehr enge Beziehung hatte.
Als Alice geboren wurde, war ihr Vater Direktor der Westminster School, wurde aber bald darauf an die Christ Church in Oxford versetzt. 1856 zog die Familie nach Oxford. Kurz nach diesem Umzug, am 25. April 1856, sah Alice zum ersten Mal Charles Lutwidge Dodgson – besser bekannt unter seinem Künstlernamen Lewis Carroll, der als Tutor für Mathematik am College lehrte und wohnte. Er begegnete der Familie Liddell, als er die Kathedrale fotografierte.

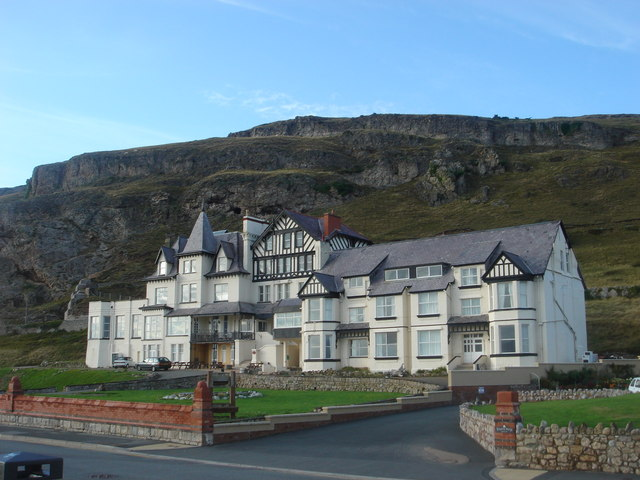
Penmorfa in Llandudno

Die Schwestern wurden von einer Gouvernante im Haus innerhalb der College-Mauern unterrichtet. Alice erlebte die Jahre im Dekanat mit dem großen privaten Garten als „glückliche Tage der Kindheit“. Außerdem verbrachte sie zusammen mit ihren Eltern und ihren Geschwistern viele Ferien in Penmorfa, einem großen Haus im Seebad Llandudno, das ihre Eltern in den 1860er Jahren als Ferienhaus an der Westküste von Wales hatten bauen lassen. In Oxford machte Alice’ Mutter das Dekanat mit musikalischen Abenden und Dinnerpartys zu einem gesellschaftlichen Treffpunkt, so dass die Kinder die Bekanntschaft einiger der bedeutendsten Persönlichkeiten Großbritanniens machten. Als die Schwestern älter wurden, erhielten sie zusätzlichen Unterricht in Fremdsprachen und Musik sowie in Kunst von John Ruskin.

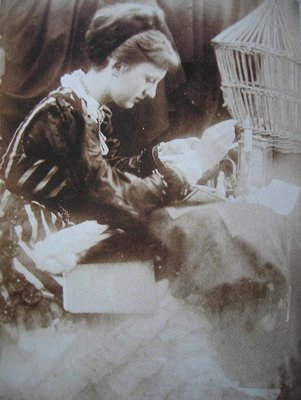
Alice, 1870
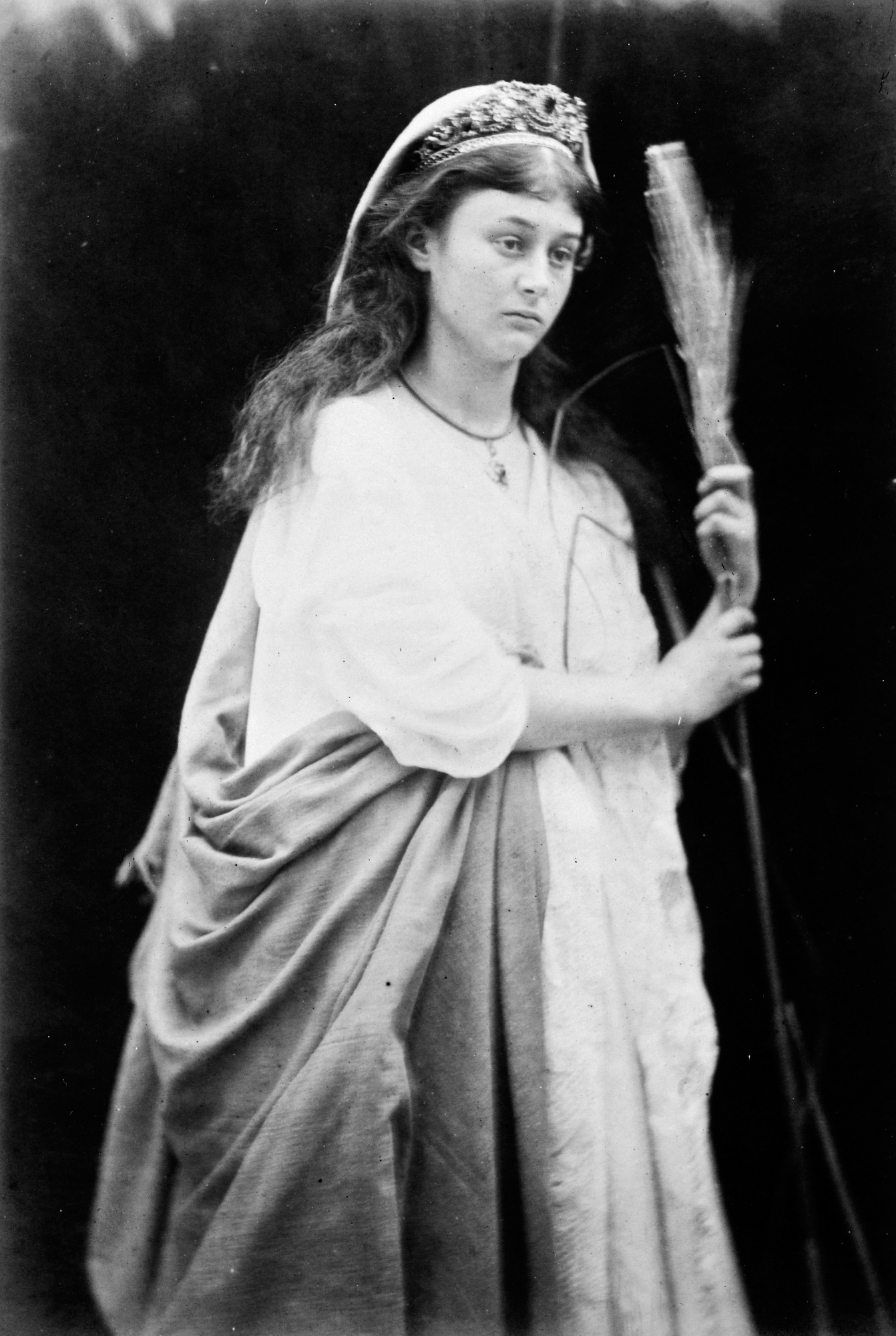
1872
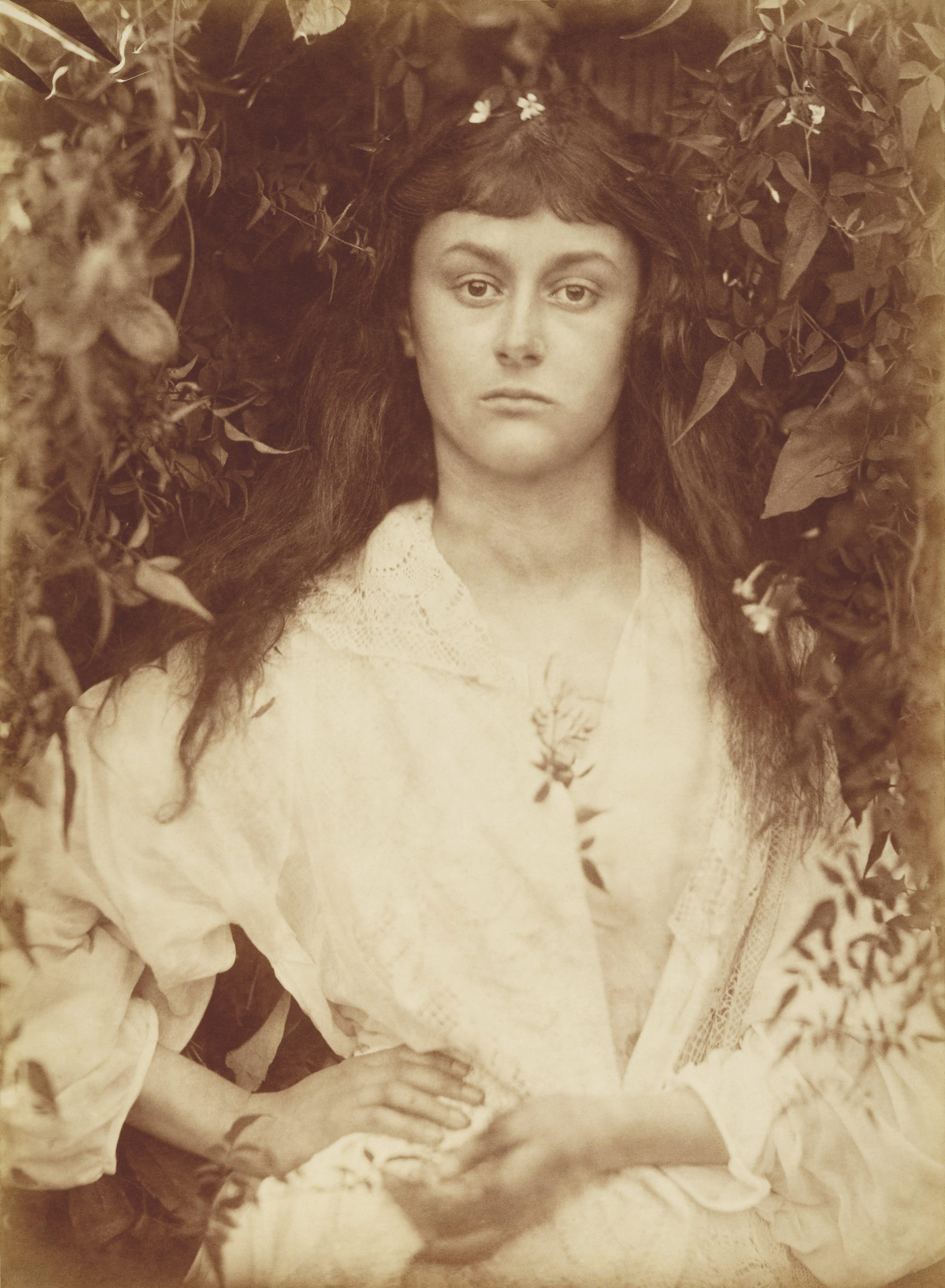
1872

Als junge Frau lernte Alice während eines Familienurlaubs in Freshwater auf der Isle of Wight die Fotografin Julia Margaret Cameron kennen, die sie und ihre Schwestern in den 1870er Jahren mehrmals fotografierte. Sie porträtierte Alice als Verkörperung mythologischer oder klassischer Gestalten, etwa als Pomona, Aletheia oder Ceres und machte auch Aufnahmen der drei Schwestern zusammen. 1871 unternahm Alice zusammen mit Lorina und Edith eine ausgedehnte Grand Tour durch Europa und hielt ihre Eindrücke in Reisetagebüchern und Skizzen fest. 1876 traf sie ein Schicksalsschlag, als ihre jüngere Schwester Edith kurz vor ihrer Heirat starb. Zu dieser Zeit zeigte Prinz Leopold, der jüngste Sohn der Königin Victoria und Student am Christ Church College, ein romantisches Interesse an Alice. Man nimmt an, dass Alice’ Trauer über den Verlust ihrer Schwester die Beziehung zu Leopold abkühlen ließ. Andere Spekulationen gehen dahin, dass Leopold von seiner Mutter davon abgebracht wurde, eine Beziehung zu einer Bürgerlichen zu pflegen.
Mit 28 Jahren verlobte sich Alice im Juli 1880 mit Reginald Gervis Hargreaves (1852–1926), der ebenfalls am Christ Church-College studiert hatte, und heiratete ihn wenig später am 15. September 1880 in der Westminster Abbey. Sie bezog mit ihm Cuffnells, ein repräsentatives georgianisches Herrenhaus mit 165 Acre Land in Lyndhurst im Bezirk New Forest in der Grafschaft Hampshire, das sich seit 1856 im Besitz der Familie ihres Mannes befand. Dieser hatte ein beträchtliches Vermögen geerbt und war örtlicher Friedensrichter sowie im Gemeinderat. Alice wurde eine bekannte Dame der Gesellschaft und war die erste Präsidentin des Emery Down Women's Institute im eine Meile westlich gelegenen Ort Emery Down. Das Paar spendete großzügig für Schul- und Kirchengelder, Dorfaktivitäten und örtliche Einrichtungen wie das 1908 von George Fenwick gegründete Hospital oder die Feuerwache. Alice führte den Haushalt mit zahlreichen Bediensteten, veranstaltete Bälle, zeichnete, malte, fertigte Holzschnitzereien und kümmerte sich um die Kindererziehung. Während des Ersten Weltkriegs trat sie als Freiwillige dem Roten Kreuz bei. Das Paar hatte drei Söhne: Alan Knyveton Hargreaves (1882–1915), Leopold Reginald „Rex“ Hargreaves (1883–1916) (benannt nach seinem Paten Prinz Leopold), die beide im Ersten Weltkrieg fielen, und Caryl Liddell Hargreaves (1887–1955), der überlebte und mit Madeleine Hanbury-Tracy eine 1931 geborene Tochter hatte. Der Tod der beiden ältesten Söhne traf das Ehepaar tief. Zudem mussten sie Ländereien verkaufen, um ihr renovierungsbedürftiges Anwesen, das sich nicht selbst trug, zu unterhalten.

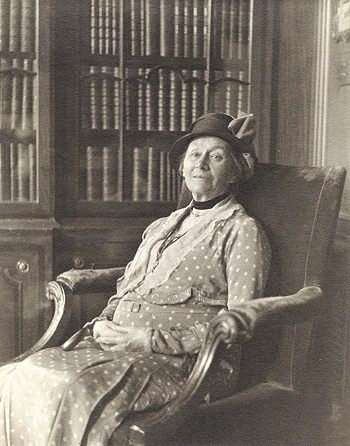
Alice Hargreaves Liddell, 1932

Nach dem Tod ihres Mannes im Jahr 1926 führte Alice weiterhin ein aktives soziales und kulturelles Leben, aber es wurde zunehmend schwieriger, Cuffnells zu halten. Der Unterhalt war so teuer, dass Alice es 1928 für nötig erachtete, ihr Exemplar von Alice’ Abenteuer unter der Erde und weitere Erinnerungsstücke zu versteigern. Das Manuskript erzielte beinahe das Vierfache des vom Auktionshaus Sotheby’s festgelegten Mindestgebots und wurde für 15.400 Pfund Sterling verkauft. Es ging in den Besitz von Eldridge R. Johnson über und wurde 1932 zu Carrolls 100. Geburtstag in der Columbia University ausgestellt. Alice, nun 80 Jahre alt, war als Ehrenrednerin zur Feier eingeladen. Sie reiste mit ihrer Schwester Rhoda und ihrem Sohn nach New York und wurde mit dem Ehrentitel Doctor of Letters ausgezeichnet. Ihre letzten Jahre bis zu ihrem Tod 1934 verbrachte sie in ihrem Haus The Breaches in Westerham in der Grafschaft Kent.

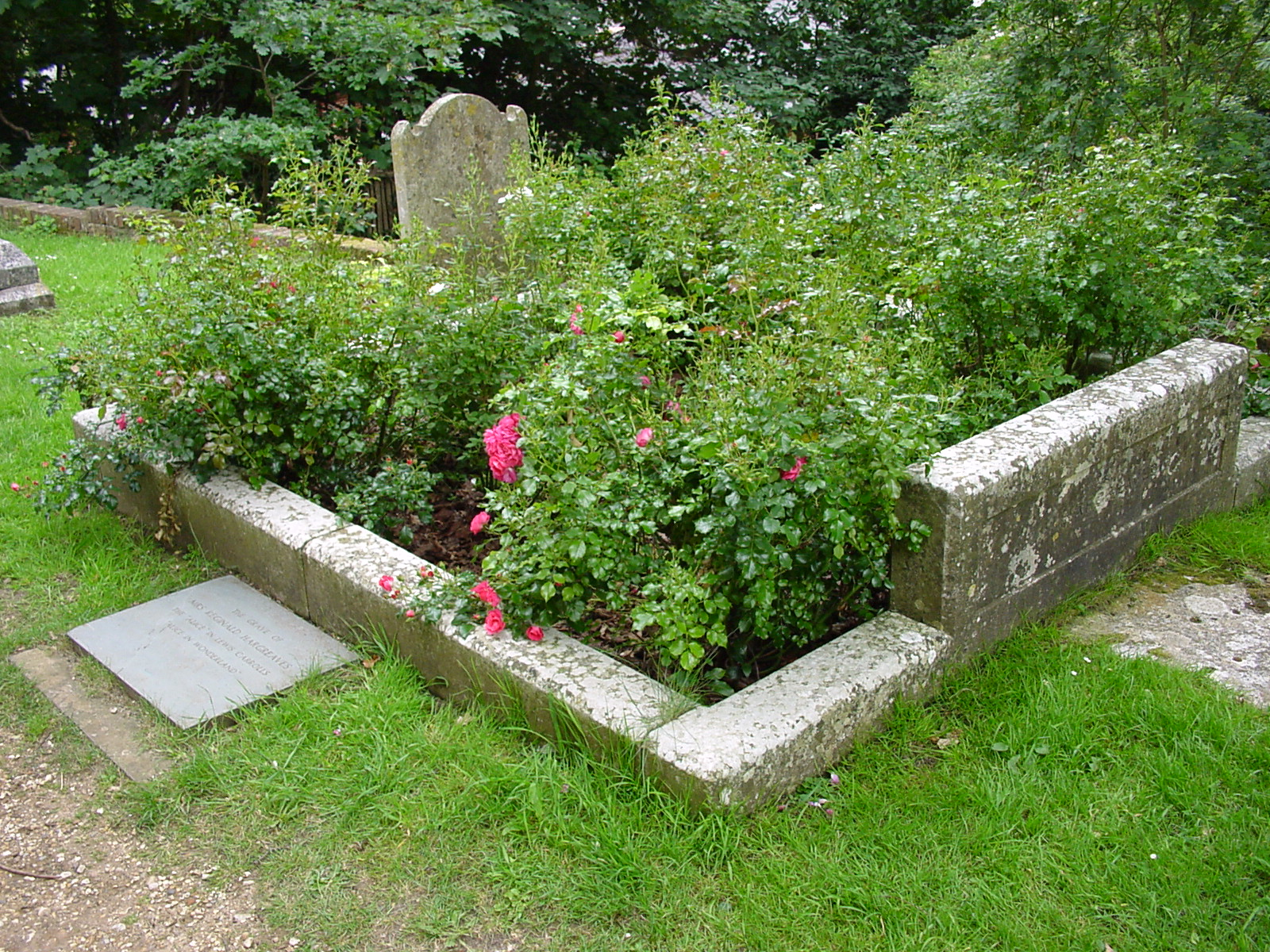
Grabstätte in Lyndhurst

Alices Grab befindet sich auf dem Friedhof an der Südseite der Pfarrkirche St Michael and All Angels in Lyndhurst. Das Landgut Cuffnells ging als Erbe an ihren Sohn Caryl, wurde nach ihrem Tod als Hotel geführt, während des Zweiten Weltkriegs beschlagnahmt und 1948 verkauft. Da das Haus in einem schlechten Zustand war, wurde es schließlich abgerissen. Das Manuskript von Alice’ Abenteuer unter der Erde wurde nach Eldridge R. Johnsons Tod im Jahr 1945 von einer Gruppe amerikanischer Bibliophiler gekauft und 1948 dem britischen Volk geschenkt „in Anerkennung des Mutes der Briten, Hitler entgegenzutreten, bevor Amerika in den Krieg eintrat“. Es wird heute in der britischen Nationalbibliothek aufbewahrt. Einige Fotos befinden sich in der Sammlung des Metropolitan Museum of Art, darunter die von Carroll gefertigten Bilder „The Beggar Maid“, „Edith, Ina and Alice Liddell on a Sofa“, „Edith Liddell Seated Beside a Vase of Foxgloves“, ein Porträtfoto von 1870 sowie die von Julia Margaret Cameron gemachten Fotos „Pomona“ und „King Lear Alotting His Kingdom to His Three Daughters“, die Alice in Verkleidung zeigen. Alice’ Rote-Kreuz-Medaille für ihren Einsatz im Ersten Weltkrieg wird im Museum of Oxford ausgestellt, zusammen mit weiteren Gegenständen aus ihrem Leben, darunter Uhren, Scheren, ein Kartenetui, Bleistifte und Bücher.

## Alice’ Beziehung zu Lewis Carroll

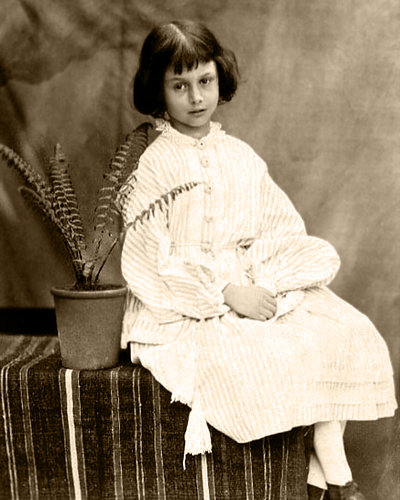
Alice, 1860

Lewis Carroll wurde bald nach ihrer ersten Begegnung 1856 ein häufiger Besucher der Familie. Er nahm Alice, Lorina und Edith oft zu Bootsfahrten und Picknicks in der malerischen Umgebung Oxfords mit und erzählte ihnen zum Zeitvertreib fantastische Geschichten.

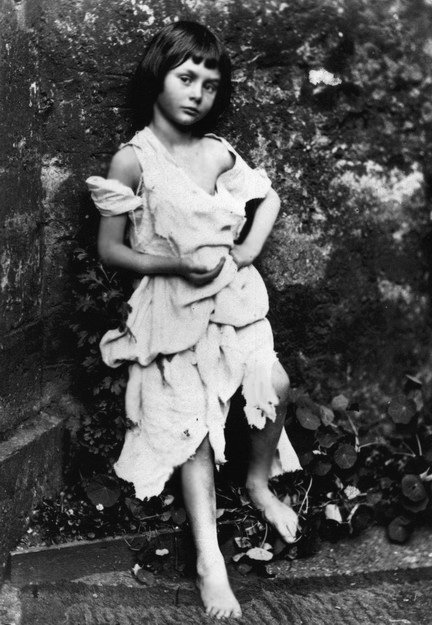
Alice als „The Beggar Maid“, 1858
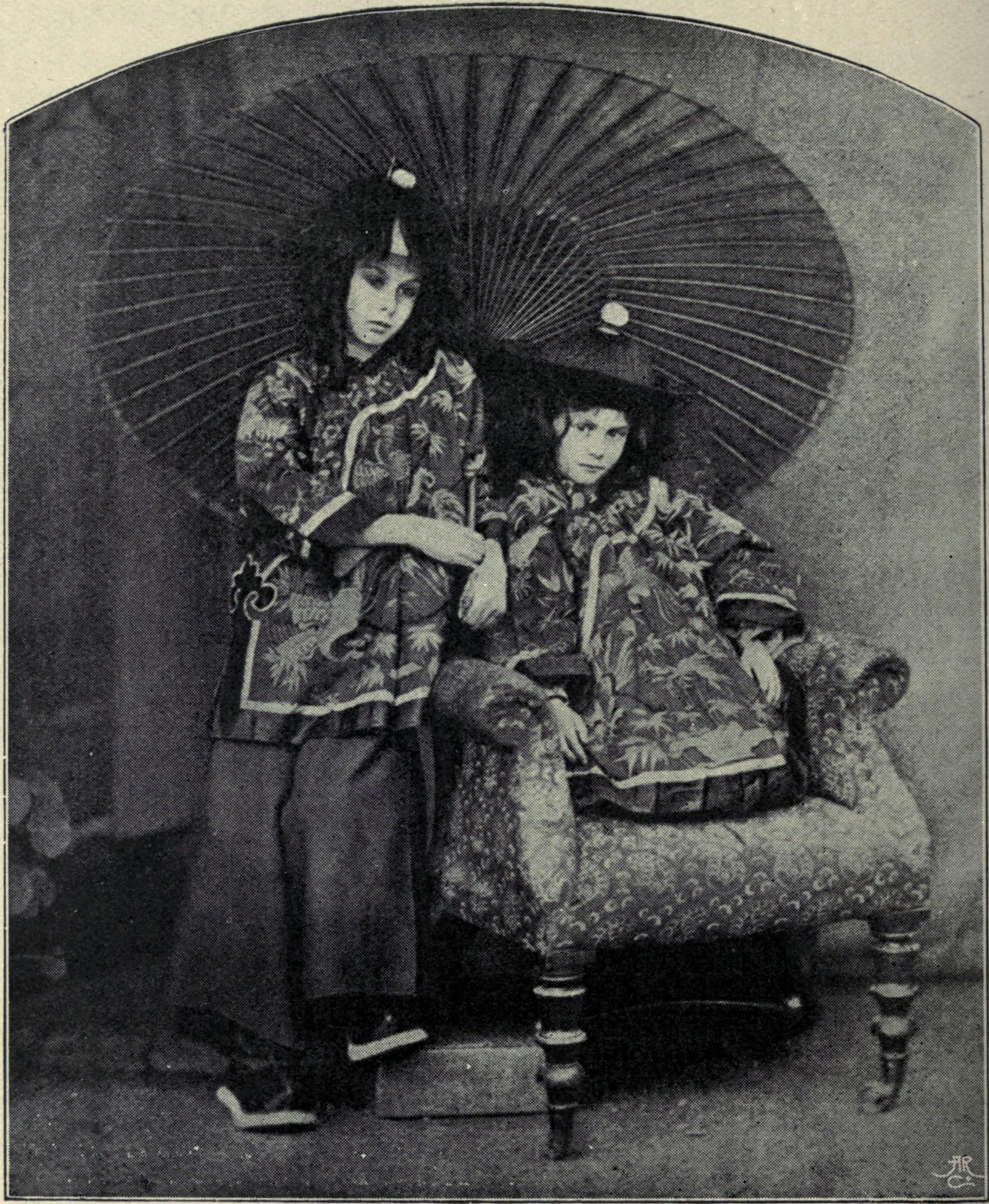
Lorina und Alice, 1858

Die Schwestern standen häufig Modell für Carrolls zweites Hobby, die Fotografie. Fotos aus dieser Zeit zeigen Alice verkleidet als Bettlermädchen in zerlumpter Kleidung oder Alice und Lorina in orientalischer Tracht. In all diesen Jahren war Alice seine klare Favoritin. Sie war die Heldin seiner Geschichten, während Lorina und Edith nur Nebenrollen spielten.
Im Sommer 1863, als Alice Liddell elf Jahre alt war, fand Carrolls enge Beziehung zu Alice ein abruptes Ende und er traf sowohl die Kinder als auch ihre Eltern mehrere Monate lang nicht. Es gibt keine Aufzeichnungen darüber, wie es dazu kam, da Carrolls Erben später die betreffende Seite seines Tagebuchs vernichteten. Carroll selbst erwähnte Alice in seinem Tagebuch erst im folgenden Dezember erneut, und im darauffolgenden Sommer 1864 waren den Kindern weitere Ausflüge auf dem Fluss verboten. Man weiß aus Äußerungen von Alice im späten Leben, dass ihre Mutter alle Briefe aus der Feder von Carroll an die junge Alice beseitigt hatte. In Folge sah Carroll die Familie Liddell außerhalb des universitären Umfelds nur noch sporadisch.

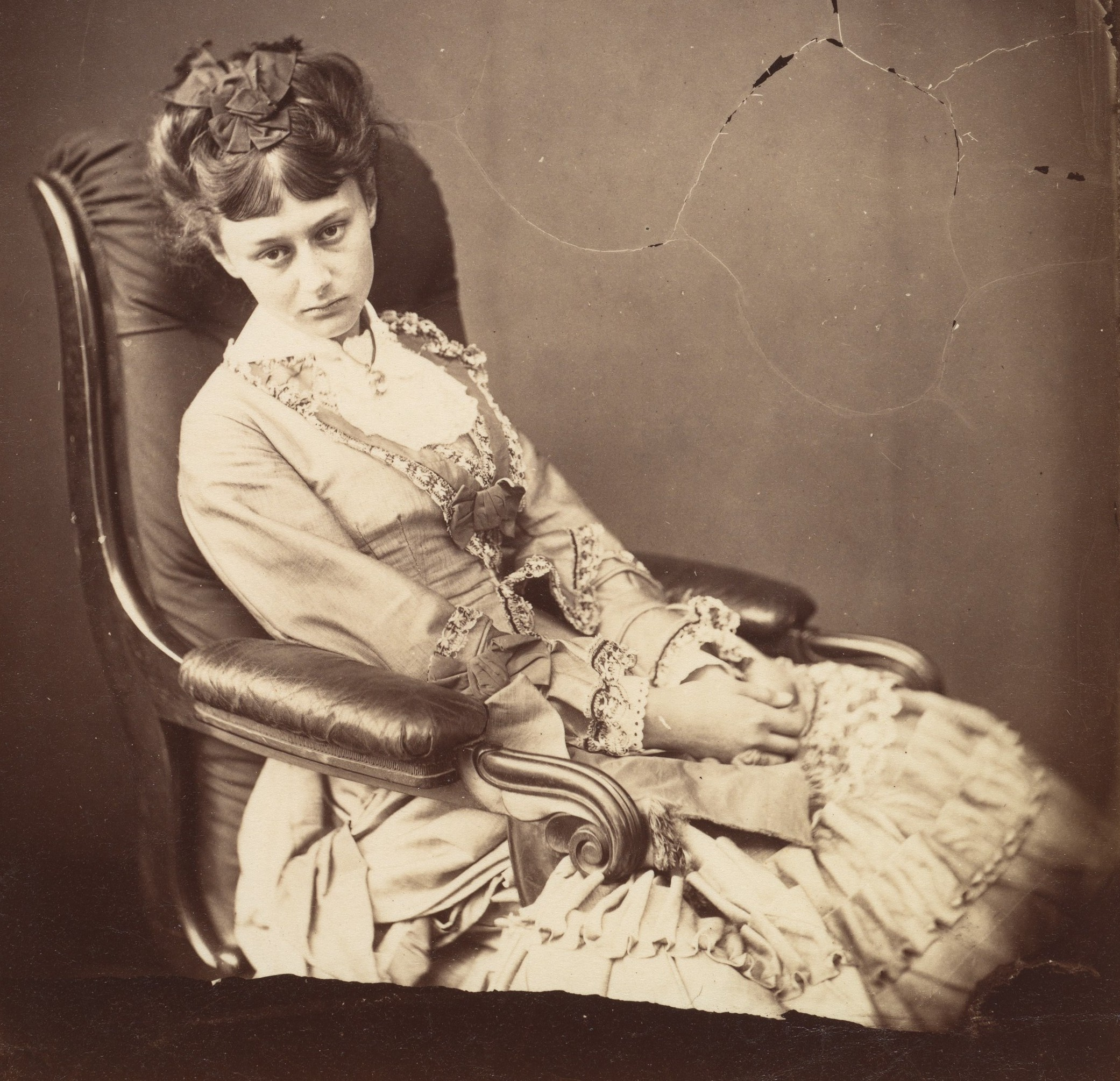
Alice, Juni 1870. Foto von Lewis Carroll.

1870 fotografierte Carroll Alice letztmalig und schickte ihr in den folgenden Jahren einzelne seiner neu erschienenen Bücher, wie etwa 1871 eine ledergebundene Sonderausgabe von Alice hinter den Spiegeln (Through the Looking-Glass, and What Alice Found There) und 1883 seine Gedichtsammlung Rhyme? And Reason?. In den 1880er und 1890er Jahren erhielt Alice gelegentlich kleine Geschenke und Briefe von ihm, die vielfach Bezug nahmen auf das frühere „Wunderland“, ansonsten aber so förmlich gehalten waren, dass Carroll sie „Mrs. Hargreaves“ nannte.
Im November 1888 machte Carroll die Bekanntschaft von Alice’ Ehemann Reginald Gervis Hargreaves. Anlässlich eines Besuches am 9. Dezember 1891, zu dem Carroll Alice in seine Räumlichkeiten im Oxforder Christ Church College eingeladen hatte, wird sie letztmals in seinem Tagebuch erwähnt. Wahrscheinlich war dies das letzte Treffen zwischen ihnen. An seiner Beerdigung im Januar 1898 nahm sie nicht teil, schickte aber einen Trauerkranz.

## Alice im Wunderland
Alice Liddell diente als Anregung für einige Eigenschaften der Figur „Alice“. So nennt etwa im Buch im Kapitel „Eine verrückte Teeparty“ (A Mad Tea Party) Alice den 4. Mai als ihren Geburtstag, das tatsächliche Geburtsdatum von Alice Liddell. Viele der Charaktere und Ereignisse im Buch basierten auf Menschen, Orten und Begebenheiten in Oxford, die Alice vertraut waren, wie etwa der Dodo, den sie aus ihren besonders geschätzten Besuchen im neu eröffneten Universitätsmuseum kannte.

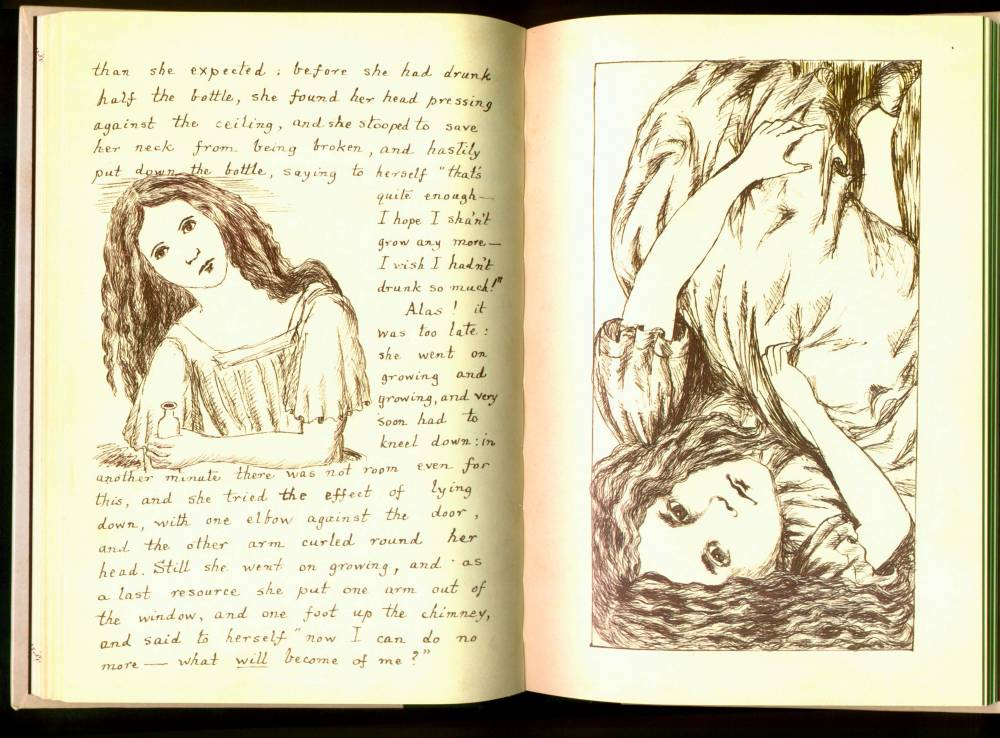
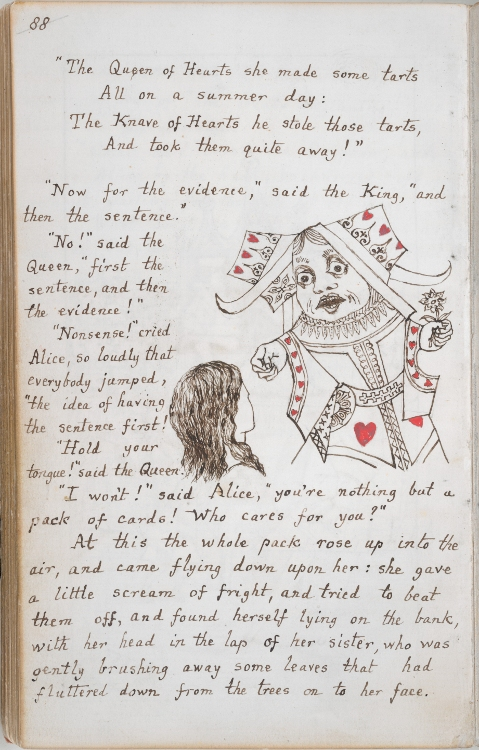
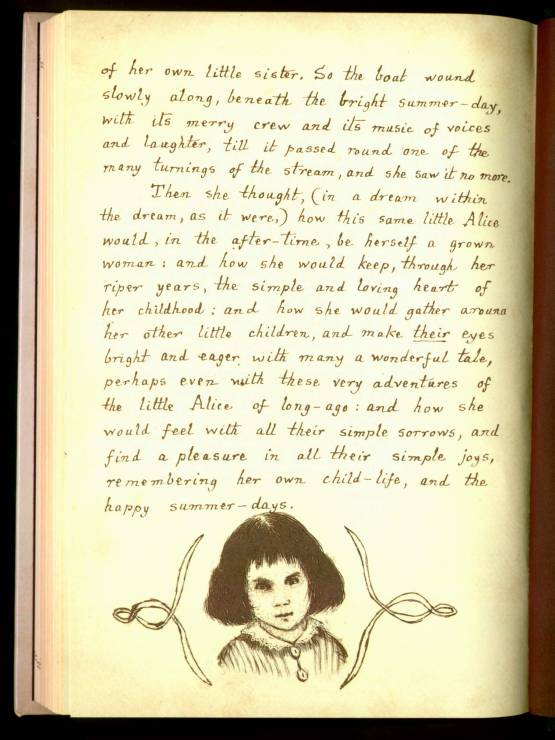

Am 4. Juli 1862, während einer Bootsfahrt auf der Themse von Oxford nach Godstow, wo sie ein Picknick veranstalten wollten, wurde Carroll von Alice gebeten, ihr und ihren beiden Schwestern eine Geschichte zu erzählen. Während Pfarrer Robinson Duckworth das Boot ruderte, erfreute Carroll die Kinder mit fantastischen Geschichten über ein Mädchen und ihre Abenteuer, nachdem sie in ein Kaninchenloch gefallen war. Nicht aus Zufall hieß dieses Mädchen Alice. Die Geschichte ähnelte anderen, die er schon vorher für die Schwestern ersonnen hatte, doch diesmal bat Alice Carroll, die Geschichte für sie aufzuschreiben. Sie bat ihn immer wieder darum, und schließlich schrieb er sie auf, illustrierte sie und übergab Alice am 26. November 1864 das Manuskript mit dem Titel  Alice’s Adventures Under Ground (Alice’ Abenteuer unter der Erde).

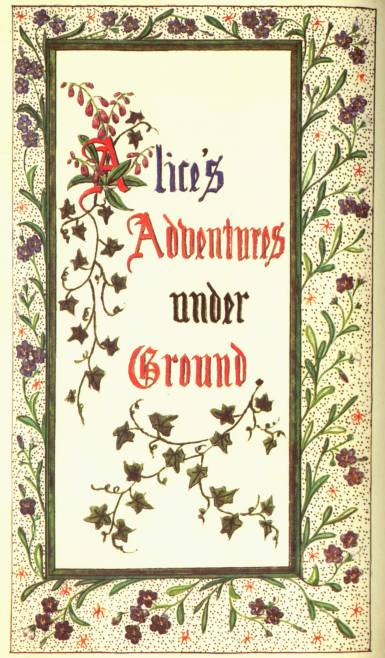
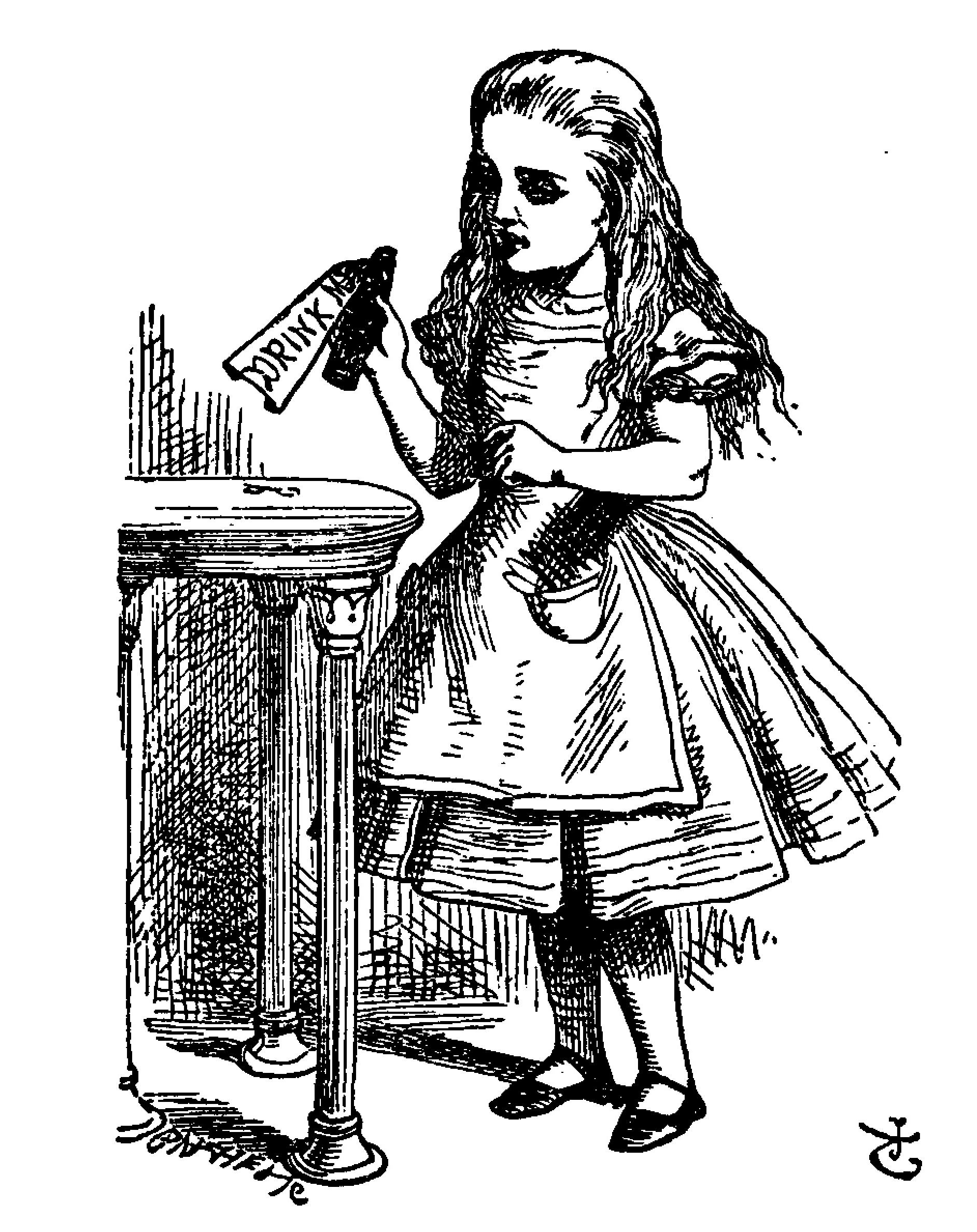
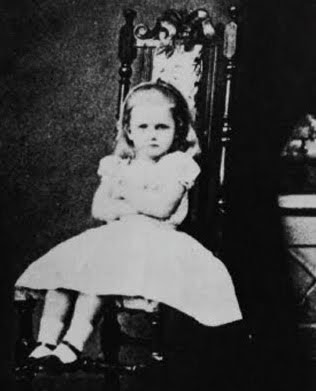
Mary Hilton Badcock, 1865

1865 veröffentlichte Carroll die Geschichte in einer erweiterten gedruckten Version mit Illustrationen von John Tenniel unter dem Titel Alice im Wunderland. Eine Fortsetzung, Alice hinter den Spiegeln, erschien 1871. Alice Liddell war nicht das Vorbild für die Illustrationen in den Alice-Büchern, da der Zeichner Tenniel ihr niemals begegnet war. Vielmehr verwendete er die Fotografie eines kleinen Mädchens namens Mary Hilton Badcock, die Lewis Carroll dem Zeichner geschickt hatte, als Vorlage.

## Sonstiges
Das Vermächtnis von Alice Liddell und die von ihr inspirierten Bücher werden von der Stadt Oxford jedes Jahr am ersten Samstag im Juli mit dem Alice-Tag offiziell gefeiert in Erinnerung an den Samstagnachmittag des 4. Juli 1862, als Alice während der Bootsfahrt Carroll um die Niederschrift der Geschichte bat.
Das Leben von Alice Liddell wurde 1985 vom Regisseur Gavin Millar unter dem Titel Das wahre Leben der Alice im Wunderland verfilmt. In dem Fantasy-Drama wird die Beziehung zwischen Alice Liddell und Lewis Carroll thematisiert, ebenso die Entstehung der Bücher. Coral Browne spielte die gealterte Alice Liddell und Amelia Shankley spielte die junge Alice. Ian Holm verkörperte in Rückblenden Lewis Carroll.
Robert Wilson führte Regie bei dem Theaterstück Alice mit Annette Paulmann als Alice und Stefan Kurt als Lewis Carroll und Musik von Tom Waits. Das Stück wurde 1992 im Thalia Theater in Hamburg aufgeführt.
Alice Liddell gehört zu den Hauptpersonen dreier Science-Fiction-Romane aus dem Flusswelt-Zyklus des US-amerikanischen Autors Philip José Farmer: Die Flusswelt der Zeit, Das magische Labyrinth und Die Götter der Flusswelt.
2004 erschien der 25-minütige Kurzfilm Mit freundlichen Grüßen, Lewis Carroll, der auf dem Jahr 1855 in den Tagebüchern von Carroll basiert.
Katie Roiphe schrieb 2001 den Roman Still She Haunts Me über Alice Liddell und Lewis Carroll (deutsch: Rätselhafte Alice: die Geschichte von Lewis Carroll und der kleinen Alice). Der historische Roman The Dodo Knight von Michelle Rene aus dem Jahr 2019 hat ebenfalls Liddell als Protagonistin und handelt von ihrer Freundschaft mit Carroll, vertritt aber eine genau entgegengesetzte Position zur Darstellung der Figuren in Roiphes Roman.
In der Pädophilenbewegung wird der 25. April jährlich als Alice Day gefeiert. An diesem Tag im Jahr 1856 sollen sich Liddell und Carroll erstmals getroffen haben.